# ロシア平和統一党
ロシア平和と統一党（ロシア語: Российская Партия Мира и Единства、Rossiyskaya Partiya Mira i Yedinstva、Russian Party of Peace and Unity）は、ロシアに存在した進歩主義政党。1996年にエリツィン大統領の政策に批判的な社会主義勢力を糾合して結成。
党首はサチ・ウマラトヴァ。ウマラトヴァは1991年8月のクーデターや1993年のモスクワ騒乱事件に関わったが、その後プーチン大統領の熱烈な支持者となった。
2003年12月7日、ロシア下院選挙では、0.25パーセントの得票に終わり、議席を得ることができなかった。4年後の2007年ロシア下院選挙では選挙への参加じたいが却下され、翌年にはロシアの愛国者に合流した。